# Centipede (album)
Centipede è il primo album della cantante statunitense Rebbie Jackson, pubblicato nel 1984.
Il 25 maggio 2010, insieme al successivo Reaction, fu ripubblicato in formato CD.

## Tracce
1. Centipede - 4:25
2. Come Alive It's Saturday Night - 4:30
3. Hey Boy - 4:30
4. Open Up My Love - 4:10
5. Play Me (I'm a Jukebox) - 3:20
6. I Feel for You - 3:54
7. A Fork in the Road - 3:43
8. Ready for Love - 3:00

## Classifiche
| Classifica (1983)               | Posizione |
| ------------------------------- | --------- |
| Classifica Rhythm and Blues USA | 13        |
| Classifica Billboard 200 (USA)  | 63        |